# Claus Frees Horneman
Claus Frees Horneman, född 17 februari 1751 i Næstved, död 11 februari 1830 i Köpenhamn, var en dansk teolog, kusin till Christian och Jens Wilken Hornemann.  
Horneman, som sedan 1776 var professor i teologi vid Köpenhamns universitet, var en av rationalismens förkämpar i slutet av 1700-talet. Han tillät sig att i sina föreläsningar för blivande präster skämta med berättelserna om Jesu underverk, men fick likväl 1822 biskops rang. 

## Utmärkelser
- Riddare av Dannebrogorden,  1810[2]
- Kommendör av Dannebrogorden,  1817[2]

[Redigera Wikidata]